# Black Waltz
Black Waltz è il quarto album in studio del gruppo melodic death metal svedese Avatar.

## Tracce
1. Let Us Die – 4:12
2. Torn Apart – 6:29
3. Ready for the Ride – 3:14
4. In Napalm – 5:32
5. Black Waltz – 5:58
6. Blod – 3:34
7. Let It Burn – 3:32
8. One Touch – 4:17
9. Paint Me Red – 4:27
10. Smells Like a Freakshow – 4:53
11. Use Your Tongue – 9:33

Tracce bonus della Deluxe edition
1. Dying To See You Dead – 3:34
2. Smells Like a Freakshow (Radio Edit) – 4:01
3. Smells Like a Freakshow (Walter Backlin Retro Mix) – 4:30
4. Torn Apart (Live at Sticky Fingers) – 6:58

## Formazione
- Johannes Eckerström – voce
- Kungen – chitarra
- Simon Andersson – chitarra
- Henrik Sandelin – basso
- John Alfredsson – batteria

Musicisti aggiuntivi
- John Isaksson – armonica
- Walter Bäcklin – synth, programmazione
- Markus Tagaris – slide guitar

## Classifiche
| Classifica (2012)         | Posizione massima |
| ------------------------- | ----------------- |
| Stati Uniti (Heatseekers) | 49                |
| Svezia                    | 25                |